# Juan de Vadillo
Juan de Vadillo, né vers 1495 en Couronne de Castille et mort après 1536 dans l'Empire espagnol, est un administrateur colonial espagnol. 
Il est oidor de la Real Audiencia de Santo Domingo (es) à Cuba en 1531-1532. 

## Biographie
De 1524 à 1535, sur l'île de Cuba, se succèdent plusieurs gouvernements intérimaires, comme ceux de Manuel de Rojas y Córdova (es) ou Juan de Altamirano, jusqu'à la nomination de Gonzalo de Guzmán le 27 avril 1526 par le roi d'Espagne.
Vadillo, jeune licencié en droit, est mandaté par l'Audiencia pour démettre Gonzalo de Guzmán à cause de ses violences et désordres. Au vu des faits, il l'envoie prisonnier à Séville. 
En 1536, Vadillo est envoyé à Carthagène des Indes, pour remplacer Pedro de Heredia. Il remonte le río Caura où ses troupes sont recueillies par celle de Lorenzo de Aldana. 
Vadillo prend ainsi le poste de gouverneur de Carthagène. En 1538, il commande la première expédition espagnole sur le territoire actuellement colombien parcourant l'ouest de ce pays, à la recherche de trésors indigènes mais est fait prisonnier par les troupes de Sebastián de Belalcázar.
Sa trace se perd à cette date. Sans doute a-t-il été tué par les troupes de Belalcázar mais il ne demeure aucune trace de cela.